# Psilotopsida

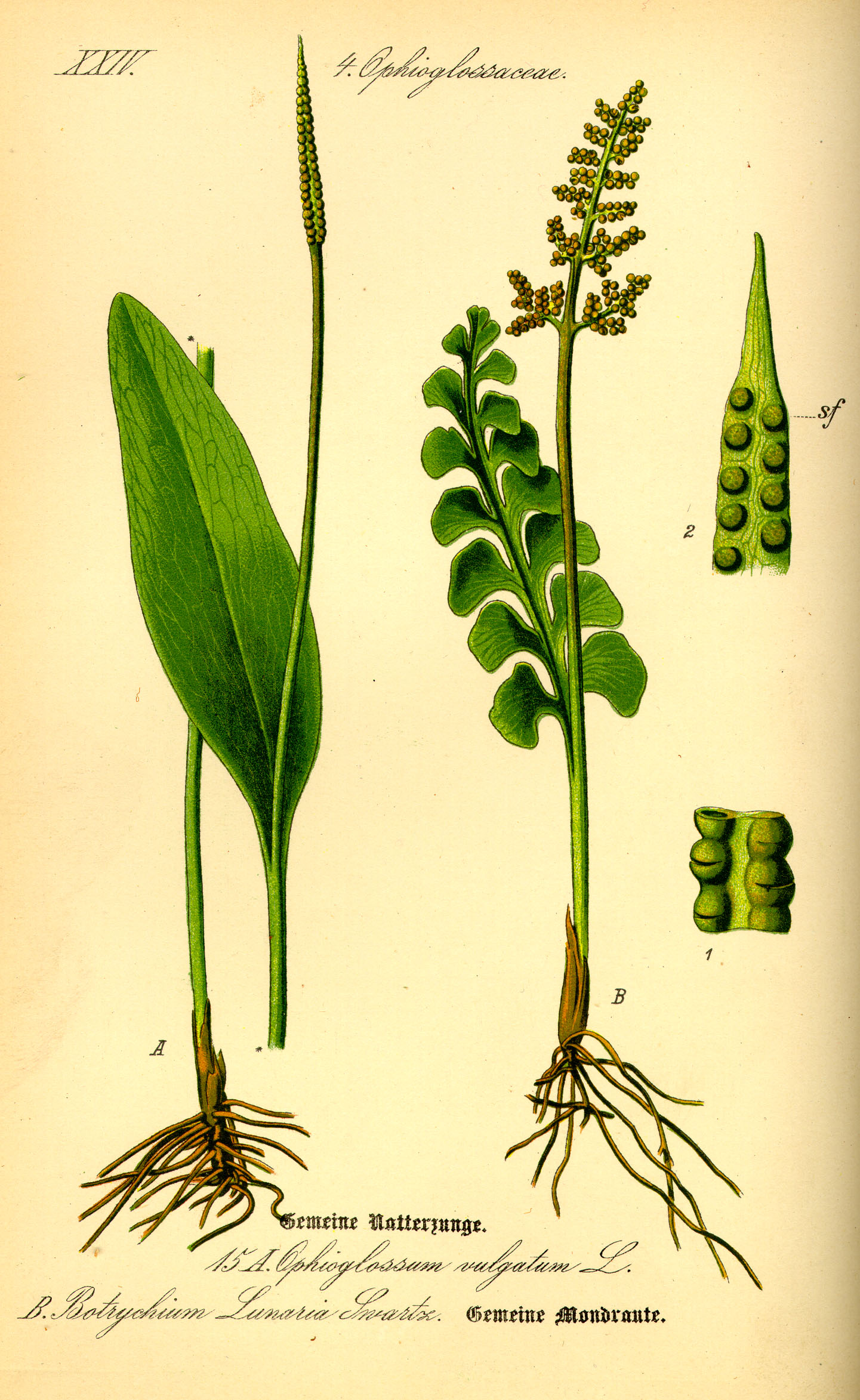
Illustration: Echte Mondraute (Botrychium lunaria; rechts) und
Gewöhnliche Natternzunge (Ophioglossum vulgatum)

Die Klasse Psilotopsida umfasst zwei eher ungleiche Pflanzen-Familien, die Gabelblattgewächse und die Natternzungengewächse.

## Merkmale
Die Verwandtschaft der beiden Familien wurde erst in den letzten Jahren mit molekularbiologischen Methoden aufgeklärt, da beide Familien vereinfachte morphologische Strukturen besitzen.
Die Reduktion des Wurzelsystems ist ein gemeinsames Merkmal, bei den Gabelblattgewächsen fehlen die Wurzeln überhaupt. Die Gametophyten leben unterirdisch, sind nicht photosynthetisch aktiv und besitzen eine Mykorrhiza. Die Sporangien sitzen adaxial (zur Sprossachse hin), und sie entwickeln sich eusporangiat (die Sporangienwand hat mehrere Zellschichten).

## Systematik
Die Gabelblattartigen sind die Schwestergruppe aller anderen Farne. Von den Gabelblattgewächsen sind keine Fossilien bekannt, die Natternzungengewächse sind erst seit dem späten Paläozän fossil überliefert (Botrychium wightonii). Es gibt nur rund 100 Arten in sechs Gattungen.
- Ordnung Natternzungenartige (Ophioglossales)
  - Familie Natternzungengewächse (Ophioglossaceae) mit rund 80 Arten in vier Gattungen
- Ordnung Gabelblattartige (Psilotales)
  - Familie Gabelblattgewächse (Psilotaceae) mit 12 Arten in zwei Gattungen